# 小行星5391
小行星5391（5391 Emmons）是一颗绕太阳运转的小行星，为主小行星带小行星。该小行星于1985年9月13日发现。

## 轨道参数
小行星5391的轨道半长轴为2.2604366 UA，离心率为0.242。